# Castello di Travo
Il castello di Travo, conosciuto anche come castello Anguissola e, anticamente, come Castrum Trebani, è una fortificazione, situata a Travo, in provincia di Piacenza. L'edificio si trova nel centro del paese, a poca distanza dal corso del fiume Trebbia, nella media valle.

## Storia
Non vi è una data certa per la sua costruzione, tuttavia si ipotizza che già nel XII secolo la famiglia Malaspina, i cui possedimenti si estendevano dalla Lunigiana alla pianura piacentina, avessero qui un fortilizio per presidiare lo sbocco in pianura e i percorsi che permettevano di raggiungere la val Trebbia. All'inizio del Duecento, il libero comune di Piacenza, avviò una serie di azioni contro le principali famiglie che godevano di diritti feudali nella valle, inclusi i Malaspina, con l'obiettivo di garantirsi l'accesso verso Genova; questo permise alla famiglia Anguissola, la quale era probabilmente originaria proprio di Travo, di prendere possesso della zona.
Nel 1255 il castello fu attaccato e raso al suolo da parte delle forze fedeli al marchese Oberto II Pallavicino. Nel 1302 Trabano, insieme a Pradovera, Pigazzano e Gazzola, venne concesso a Riccardo Anguissola da parte del re dei Romani Alberto d'Austria. Nel 1337 a Bernardino Anguissola venne concessa dal signore di Milano Luchino Visconti l'investitura su Travo e Caverzago alle quali si aggiunse temporaneamente , dopo nove anni, anche il feudo di Bobbio, poi passato ai Dal Verme.
Nel 1432 l'investitura su Travo alla famiglia Anguissola fu rinnovata da parte del duca di Milano Francesco Sforza, un'ulteriore conferma arrivò poi anche nel secolo successivo, da parte della famiglia Farnese, che era nel frattempo ascesa al trono del Ducato di Parma e Piacenza.
Il castello e, più in generale, l'intero borgo di Travo, pur avendo una rilevanza strategica per la loro posizione a controllo del passaggio nella val Trebbia, non furono coinvolti in importanti vicende belliche e sono scarsamente citati nelle cronache d'epoca, a differenza di altre fortificazioni della zona anch'esse soggette al dominio della famiglia Anguissola.
Nel corso degli ultimi anni del XVIII secolo il castello fu trasformato in dimora nobiliare su iniziativa del conte Giacomo Anguissola.
Nel 1978 l'edificio venne donato al comune di Travo da parte della contessa Maria Salini Anguissola, la quale non disponeva di discendenti diretti, con la clausola di adibirlo a sede municipale e centro di attività culturali.
Completamente restaurato, il castello ospita dal 1997 il museo archeologico di Travo; tra i reperti esposti nelle sue sale sono presenti i ritrovamenti degli scavi del villaggio neolitico di Sant'Andrea e quelli romani del tempio di Minerva Medica.
Nel luglio 2020, a seguito del crollo di parte del tetto del municipio di Travo, il castello venne adibito temporaneamente a casa comunale.

## Struttura

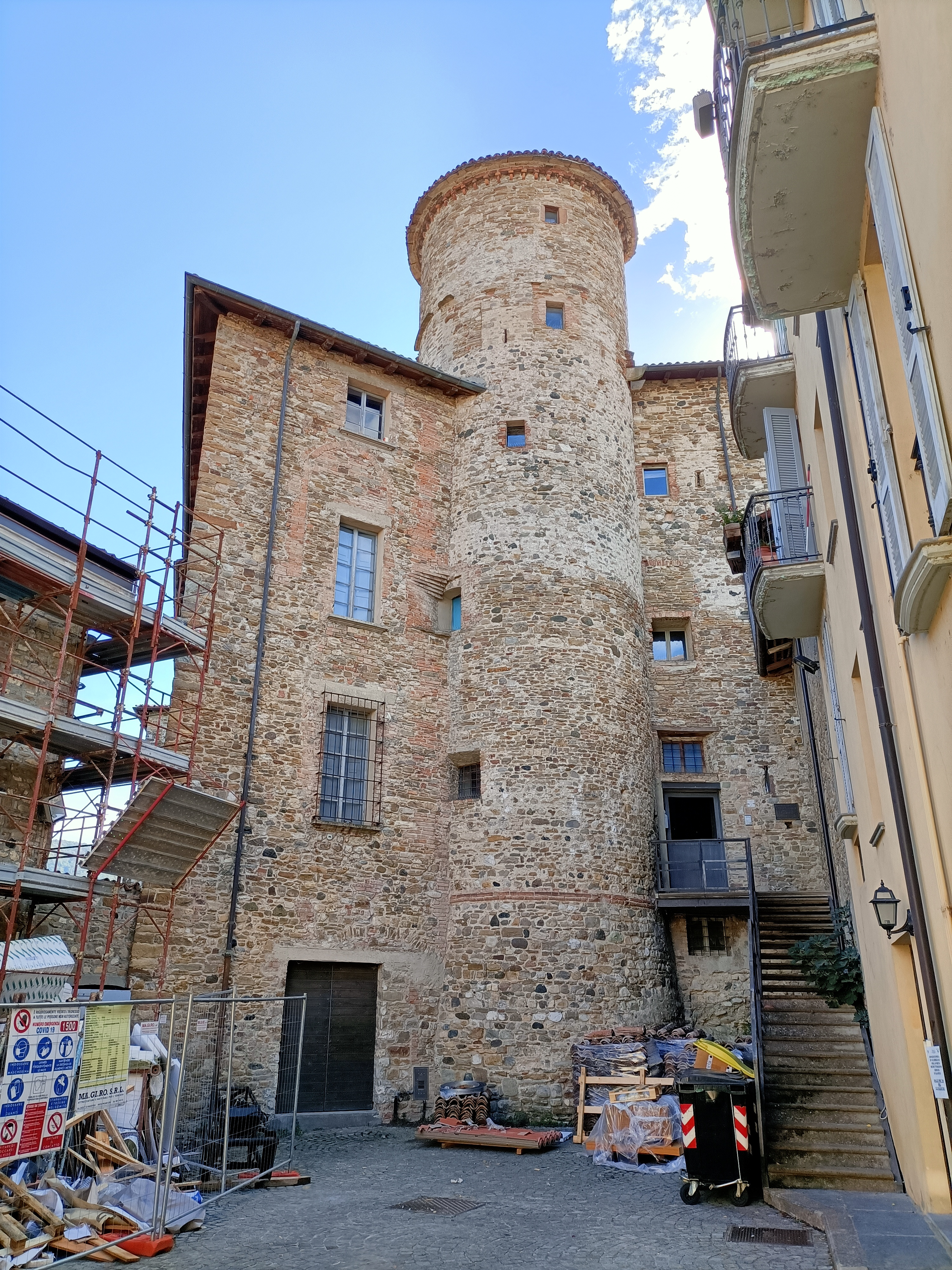
La torre cilindrica

Il castello, parte di un più ampio borgo fortificato, nei secoli ha subito diversi rimaneggiamenti, venendo trasformato in residenza.
Della struttura originaria rimane un palazzo, situato nel vertice sud della piazza di Travo che, nonostante le modifiche operate per trasformarlo a scopi abitativi, conserva due ordini sovrapposti di finestre trilitiche, le quali sono state considerate dall'architetto Carlo Perogalli come una testimonianza preziosa e rarissima tra gli edifici dell'Italia settentrionale.
Lateralmente a questo palazzo è presente una torre a base quadrata dominata da un'altana in mattoni originariamente non presente; alla base della torre si trova l'arco di accesso al borgo fortificato all'interno del quale è presente una seconda torre quadrata che condivide con il castello le finestre trilitiche. Infine, una terza torre, caratterizzata da una struttura circolare, è collocata tra la torre d'ingresso e il greto del fiume Trebbia.